# Todd Witsken
Todd Witsken (4 de noviembre de 1963 - 25 de mayo de 1998) fue un jugador de tenis estadounidense. En su carrera conquistó 12 torneos del circuito de la ATP y su mejor posición en el ranking de individuales fue Nº43 en noviembre de 1989 y en el de dobles fue N.º 4 en agosto de 1988. Es tío del tenista Ben Shelton.

## Títulos (12; 0+12)

### Dobles (12)
| N.º | Fecha                   | Torneo                    | Superficie    | Pareja            | Oponentes en la final            | Resultado     |
| --- | ----------------------- | ------------------------- | ------------- | ----------------- | -------------------------------- | ------------- |
| 1.  | 8 de mayo de 1988       | Forest Hills, USA         | Tierra batida | Jorge Lozano      | Pieter Aldrich Danie Visser      | 6–3, 7–6      |
| 2.  | 15 de mayo de 1988      | Masters de Roma, Italia   | Tierra batida | Jorge Lozano      | Anders Järryd Tomáš Šmíd         | 6–3, 6–3      |
| 3.  | 10 de julio de 1988     | Boston, USA               | Tierra batida | Jorge Lozano      | Bruno Orešar Jaime Yzaga         | 6–2, 7–5      |
| 4.  | 31 de julio de 1988     | Stratton Mountain, USA    | Dura          | Jorge Lozano      | Pieter Aldrich Danie Visser      | 6–3, 7–6      |
| 5.  | 16 de abril de 1989     | Río de Janeiro, Brasil    | Moqueta (i)   | Jorge Lozano      | Patrick McEnroe Tim Wilkison     | 2–6, 6–4, 6–4 |
| 6.  | 16 de julio de 1989     | Gstaad, Suiza             | Tierra batida | Cassio Motta      | Petr Korda Milan Šrejber         | 6–4, 6–3      |
| 7.  | 20 de agosto de 1989    | Masters de Canadá, Canadá | Dura          | Kelly Evernden    | Charles Beckman Shelby Cannon    | 6–3, 6–3      |
| 8.  | 12 de noviembre de 1989 | Estocolmo, Suecia         | Moqueta (i)   | Jorge Lozano      | Rick Leach Jim Pugh              | 6–3, 5–7, 6–3 |
| 9.  | 7 de abril de 1991      | Hong Kong                 | Dura          | Patrick Galbraith | Glenn Michibata Robert Van't Hof | 6–2, 6–4      |
| 10. | 5 de mayo de 1991       | Múnich, Alemania          | Tierra batida | Patrick Galbraith | Anders Järryd Danie Visser       | 7–5, 6–4      |
| 11. | 28 de julio de 1991     | Masters de Canadá, Canadá | Dura          | Patrick Galbraith | Grant Connell Glenn Michibata    | 6–4, 3–6, 6–1 |
| 12. | 22 de marzo de 1992     | Key Biscayne, USA         | Dura          | Ken Flach         | Kent Kinnear Sven Salumaa        | 6–4, 6–3      |

### Finalista en dobles (9)
| N.º | Fecha                   | Torneo                       | Superficie    | Pareja            | Oponentes en la final         | Resultado     |
| --- | ----------------------- | ---------------------------- | ------------- | ----------------- | ----------------------------- | ------------- |
| 1.  | 4 de octubre de 1987    | San Francisco, USA           | Moqueta (i)   | Glenn Layendecker | Jim Grabb Patrick McEnroe     | 2–6, 6–0, 4–6 |
| 2.  | 6 de marzo de 1988      | Masters de Indian Wells, USA | Dura          | Jorge Lozano      | Boris Becker Guy Forget       | 4–6, 4–6      |
| 3.  | 1 de mayo de 1988       | Charleston, USA              | Tierra batida | Jorge Lozano      | Pieter Aldrich Danie Visser   | 6–7, 3–6      |
| 4.  | 24 de julio de 1988     | Washington, USA              | Dura          | Jorge Lozano      | Rick Leach Jim Pugh           | 3–6, 7–6, 2–6 |
| 5.  | 27 de noviembre de 1988 | Itaparica, Brasil            | Dura          | Jorge Lozano      | Sergio Casal Emilio Sánchez   | 6–7, 6–7      |
| 6.  | 26 de noviembre de 1989 | Itaparica, Brasil            | Dura          | Jorge Lozano      | Rick Leach Jim Pugh           | 2–6, 6–7      |
| 7.  | 22 de julio de 1990     | Washington, USA              | Dura          | Jorge Lozano      | Grant Connell Glenn Michibata | 3–6, 7–6, 2–6 |
| 8.  | 21 de octubre de 1990   | Viena, Austria               | Moqueta (i)   | Jorge Lozano      | Udo Riglewski Michael Stich   | 4–6, 4–6      |
| 9.  | 19 de julio de 1992     | Washington, USA              | Dura          | Ken Flach         | Bret Garnett Jared Palmer     | 2–6, 3–6      |